# OR4P4
OR4P4 (англ. Olfactory receptor family 4 subfamily P member 4) – білок, який кодується однойменним геном, розташованим у людей на короткому плечі 11-ї хромосоми. Довжина поліпептидного ланцюга білка становить 312 амінокислот, а молекулярна маса — 35 795.
| 10         |  | 20         |  | 30         |  | 40         |  | 50         |
| ---------- |  | ---------- |  | ---------- |  | ---------- |  | ---------- |
| MEKSNNSTLF |  | ILLGFSQNKN |  | IEVLCFVLFL |  | FCYIAIWMGN |  | LLIMISITCT |
| QLIHQPMYFF |  | LNYLSLSDLC |  | YTSTVTPKLM |  | VDLLAERKTI |  | SYNNCMIQLF |
| TTHFFGGIEI |  | FILTGMAYDR |  | YVAICKPLHY |  | TIIMSRQKCN |  | TIIIVCCTGG |
| FIHSASQFLL |  | TIFVPFCGPN |  | EIDHYFCDVY |  | PLLKLACSNI |  | HMIGLLVIAN |
| SGLIALVTFV |  | VLLLSYVFIL |  | YTIRAYSAER |  | RSKALATCSS |  | HVIVVVLFFA |
| PALFIYIRPV |  | TTFSEDKVFA |  | LFYTIIAPMF |  | NPLIYTLRNT |  | EMKNAMRKVW |
| CCQILLKRNQ |  | LF         |  |            |  |            |  |            |

A: Аланін

C: Цистеїн

D: Аспарагінова кислота

E: Глутамінова кислота

F: Фенілаланін

G: Гліцин

H: Гістидин

I: Ізолейцин

K: Лізин

L: Лейцин

M: Метіонін

N: Аспарагін

P: Пролін

Q: Глутамін

R: Аргінін

S: Серин

T: Треонін

V: Валін

W: Триптофан

Кодований геном білок за функціями належить до рецепторів, g-білокспряжених рецепторів, білків внутрішньоклітинного сигналінгу. 
Локалізований у клітинній мембрані, мембрані.